# 9857 Hecamede
A 9857 Hecamede (ideiglenes jelöléssel 1991 EN) egy kisbolygó a Naprendszerben. Robert H. McNaught fedezte fel 1991. március 10-én.